# Nocarodes nodosus
Nocarodes nodosus är en insektsart som beskrevs av Leo L. Mishchenko 1951. Nocarodes nodosus ingår i släktet Nocarodes och familjen Pamphagidae. Inga underarter finns listade i Catalogue of Life.

## Bildgalleri

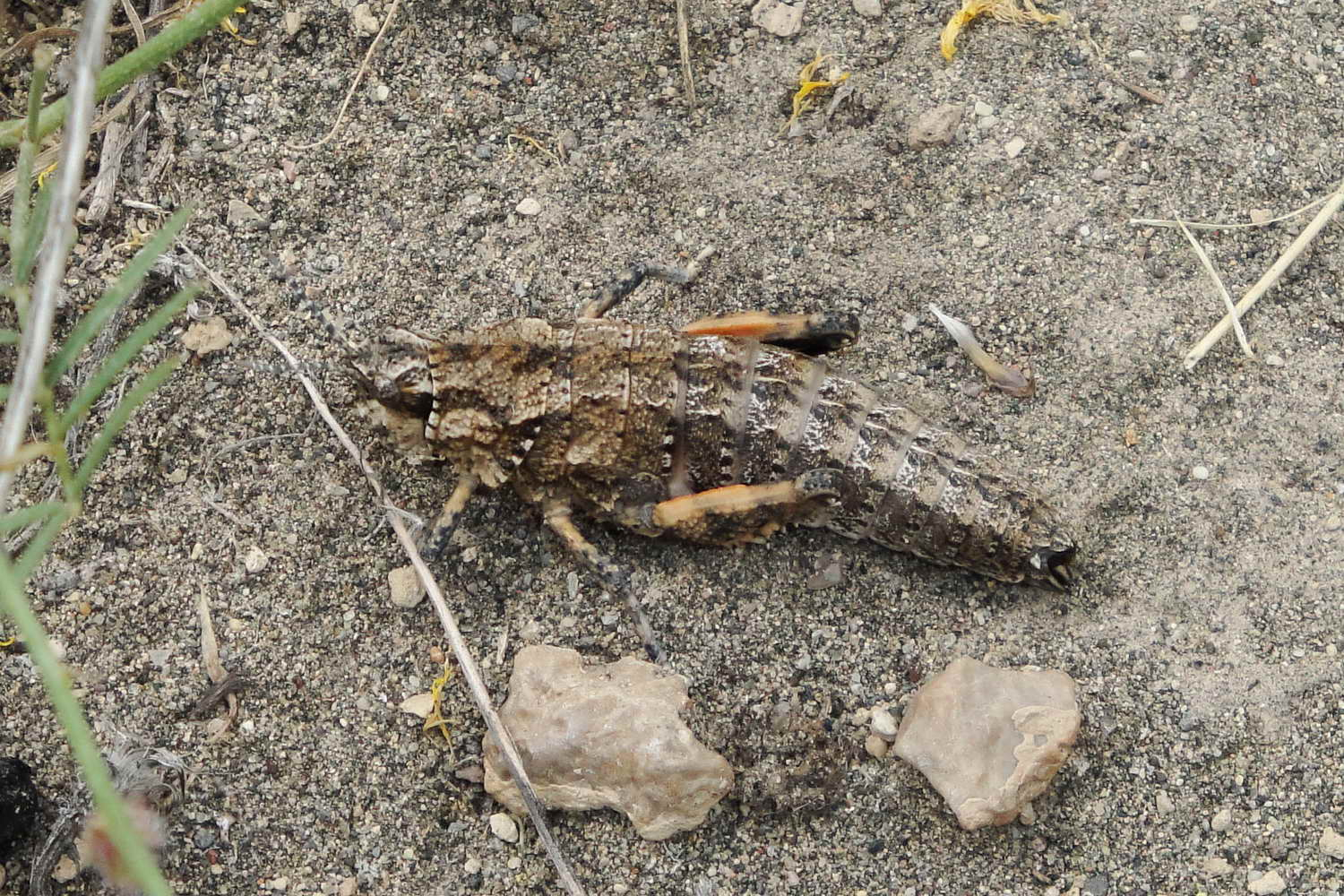